# Ebou Dubois
Ebrima Dubois, detto Ebou (Bakau, 31 ottobre 1966), è un ex calciatore gambiano, di ruolo centrocampista.

## Biografia
Nato a Bakau, crebbe a Banjul.

## Caratteristiche tecniche
Nato come centrocampista difensivo, col passare del tempo la sua attitudine diventò offensiva.

## Carriera

### Club
In patria, giocò con le maglie di Bamba Autoworks, Black Stars e Dagudan. Fu successivamente in forza al Real de Banjul. Nel 1986, fu ingaggiato dai norvegesi del Lyn Oslo. Esordì in squadra il 26 aprile 1986, nella vittoria per 1-3 sul campo del Kjelsås. Segnò l'unica rete in squadra il 5 ottobre successivo, nella vittoria per 5-2 sul Vang. Il suo utilizzo in questo biennio fu limitato dagli infortuni che lo colpirono. Lasciato il Lyn Oslo, si ritirò dall'attività agonistica nel 1995.

### Nazionale
Secondo quanto dichiarato dallo stesso Dubois, tra gli anni '80 e '90 giocò tra le 50 e le 60 partite per il Gambia, includendo gli incontri disputati anche per le formazioni giovanili. Con ogni probabilità, come riferito dallo stesso giocatore, neanche la federazione gambiana sarebbe potuta essere più precisa. Debuttò nel 1984, in una sfida contro il Ghana a Banjul, persa per 0-2.

## Statistiche

### Presenze e reti nei club
| Stagione        | Club            | Campionato      | Campionato | Campionato | Coppe nazionali | Coppe nazionali | Coppe nazionali | Coppe continentali | Coppe continentali | Coppe continentali | Supercoppe | Supercoppe | Supercoppe | Totale | Totale |
| Stagione        | Club            | Comp            | Pres       | Reti       | Comp            | Pres            | Reti            | Comp               | Pres               | Reti               | Comp       | Pres       | Reti       | Pres   | Reti   |
| --------------- | --------------- | --------------- | ---------- | ---------- | --------------- | --------------- | --------------- | ------------------ | ------------------ | ------------------ | ---------- | ---------- | ---------- | ------ | ------ |
| 1986            | Lyn Oslo        | 3D              | 3          | 1          | CN              | 1               | 0               | -                  | -                  | -                  | -          | -          | -          | 4      | 1      |
| 1987            | Lyn Oslo        | 2D              | 0          | 0          | CN              | 0               | 0               | -                  | -                  | -                  | -          | -          | -          | 0      | 0      |
| Totale Lyn Oslo | Totale Lyn Oslo | Totale Lyn Oslo | 3          | 1          |                 | 1               | 0               |                    | -                  | -                  |            | -          | -          | 4      | 1      |
| Totale          | Totale          | Totale          | ?          | ?          |                 | ?               | ?               |                    | -                  | -                  |            | -          | -          | ?      | ?      |